# Priorato di Lewes
Il Priorato di San Pancrazio di Lewes è un priorato cluniacense medievale in parte demolito a Lewes, nell'East Sussex, nel Regno Unito. Le rovine sono state classificate come edificio di interesse storico culturale di I grado.

## Storia
Il Priorato di St Pancras fu la prima casa cluniacense in Inghilterra e possedeva una delle chiese monastiche più grandi del paese. Era situato all'interno di una vasta area murata e recintata, disposta in una posizione dominante nella valle dell'Ouse, a sud di Lewes, nella contea del Sussex. Il priorato aveva case subordinate, tra cui il priorato di Castle Acre nel Norfolk, ed era dotato di chiese e vasti possedimenti in tutta l'Inghilterra. A Lewes aveva ospizi dedicati a San Giacomo e a San Nicola.
Nel 1264, durante la battaglia di Lewes, il re Enrico III si ritirò con le sue forze nel recinto del priorato che poi fu attaccato dagli uomini di Simon de Montfort dopo aver sconfitto l'esercito di Enrico in battaglia. Enrico fu costretto, nella Mise di Lewes, ad accettare la creazione di un Consiglio che segnò l'inizio del governo parlamentare in Inghilterra.
Il Lewes Priory Trust attualmente gestisce il sito per conto del consiglio comunale di Lewes che ne è il proprietario. Il priorato è un sito storico di importanza nazionale ma è un monumento quasi perduto dell'Inghilterra medievale poiché fu sistematicamente demolito dopo la dissoluzione dei monasteri durante il regno di Enrico VIII. Sopravvivono alcune parti degli edifici minori, recintati all'interno di un parco pubblico. Il priorato è stato oggetto di studi accademici e archeologici sin dalla metà del XIX secolo e una sovvenzione dell'Heritage Lottery Fund nel 2009 ha consentito la riparazione delle strutture sopravvissute e il pieno accesso del pubblico, grazie a pannelli informativi sul monastero e la sua storia.

## Fondazione
Il priorato di Lewes fu fondato da William de Warenne, 1º conte di Surrey e sua moglie Gundred, probabilmente nel 1081, in seguito alla loro visita al priorato di Cluny in Borgogna nel 1077. La consacrazione del priorato a San Pancrazio derivò dal preesistente tempio sassone a lui dedicato sul sito. Il culto di San Pancrazio costituiva un forte legame tra l'Inghilterra sassone e Roma, essendo stato introdotto da Agostino nel 597 per volere di Gregorio Magno. William de Warenne agiva sotto gli auspici di un papa cluniacense, Gregorio VII. L'ambizione della nuova opera e la pietà del nuovo ordine avevano lo scopo di legittimare e affermare il regime successivo alla Conquista in Inghilterra.

## Sito

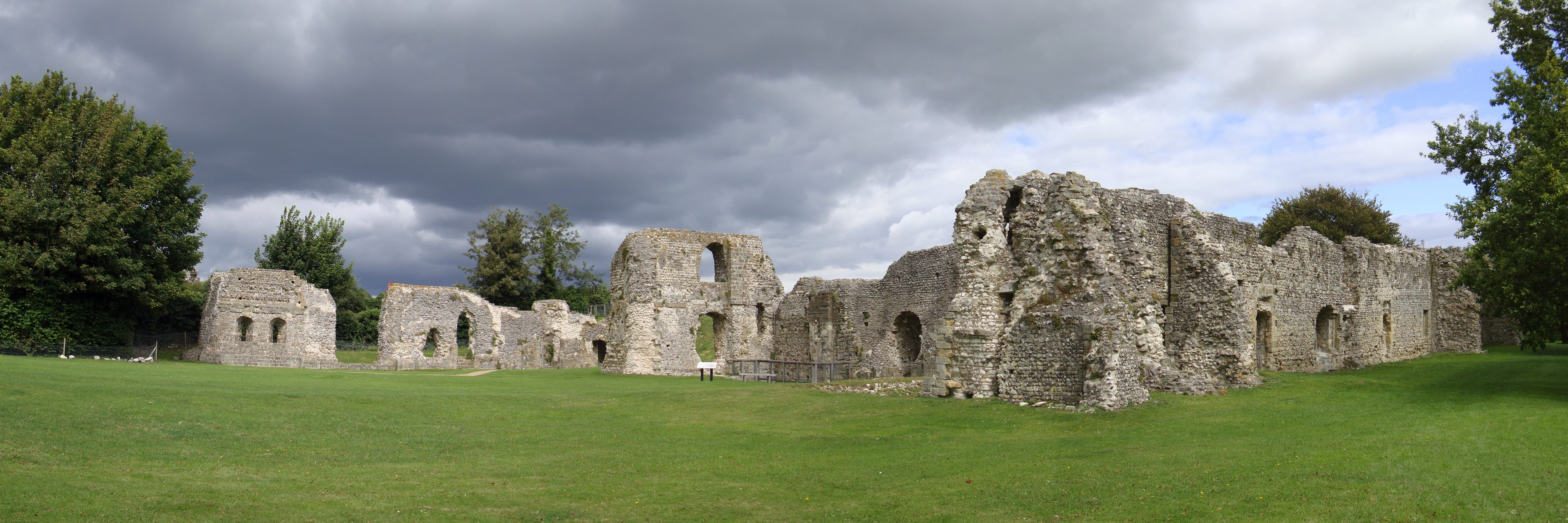
Panorama delle rovine del priorato

Le caratteristiche topografiche e le strutture esistenti delineano il recinto del priorato. Esso comprende un quadrilatero di terreno di circa 16,1 ettari di area, 520 metri di larghezza, da ovest a est, e 310 metri da nord a sud, delimitato lungo il lato nord dalle odierne Southover High Street e Priory Street. Questo recinto era paragonabile per estensione alla città murata di Lewes situata sul crinale a nord.

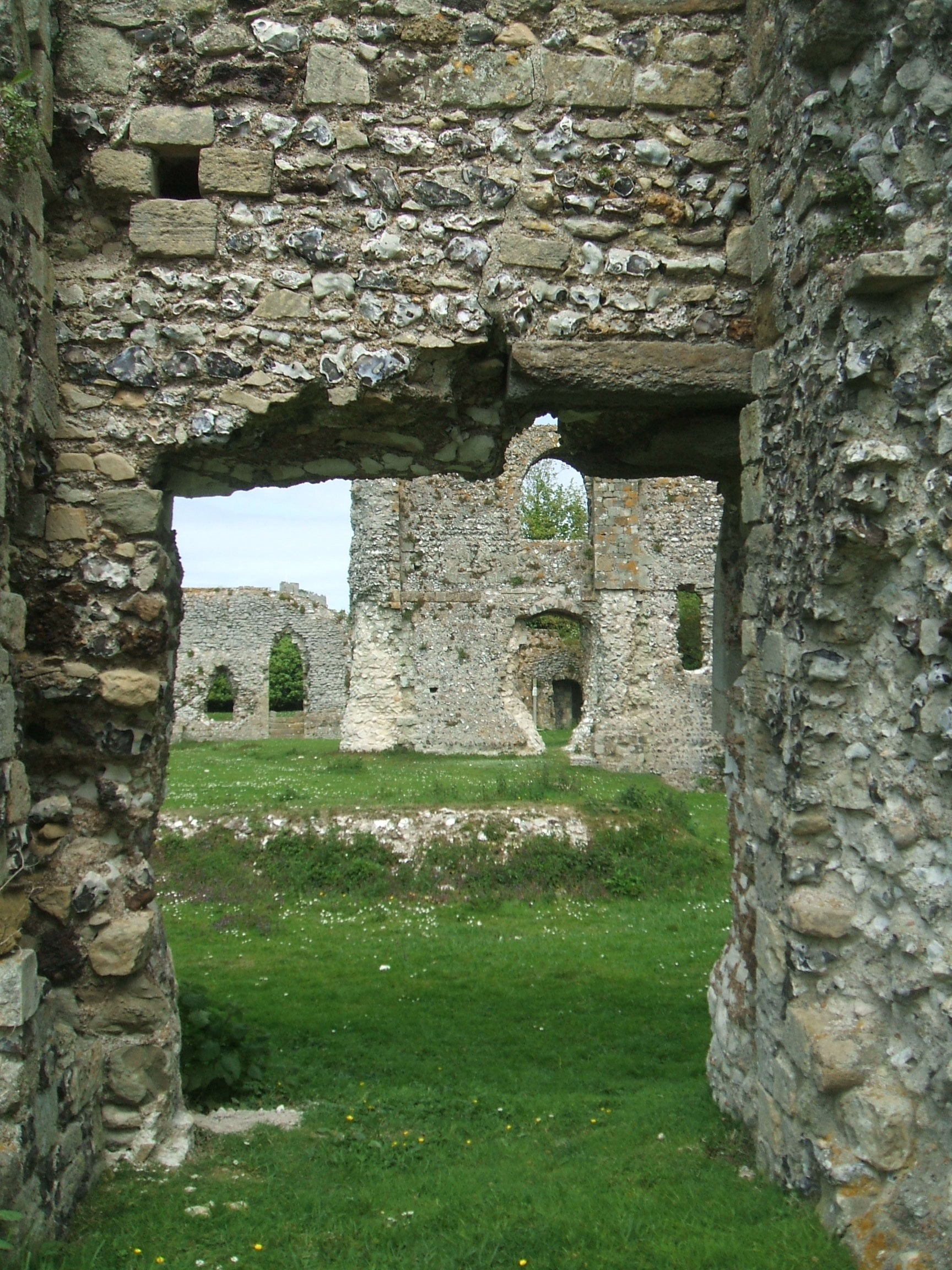
Una vista trasversale delle rovine

Il contesto originale e il rapporto del recinto con la topografia naturale sono tutt’altro che chiari perché la valle di marea del fiume Ouse a sud è stata prosciugata. Nel periodo medievale il lato sud del recinto si affacciava sul torrente Cockshut e da lì su un corso d'acqua navigabile e soggetto alle maree che si collegava al fiume Ouse e, quindi, al Canale della Manica. Il sito può essere propriamente inteso come un luogo costiero ed era completamente racchiuso da alte mura di selce, essendo vulnerabile agli attacchi via mare. Gli edifici del priorato furono costruiti nella metà occidentale del recinto, in particolare la chiesa maggiore e gli edifici sacri si trovavano nel quadrante nord-ovest. Il recinto era in sezione terrazzata, discendente verso sud con gli edifici posti a diversi livelli.

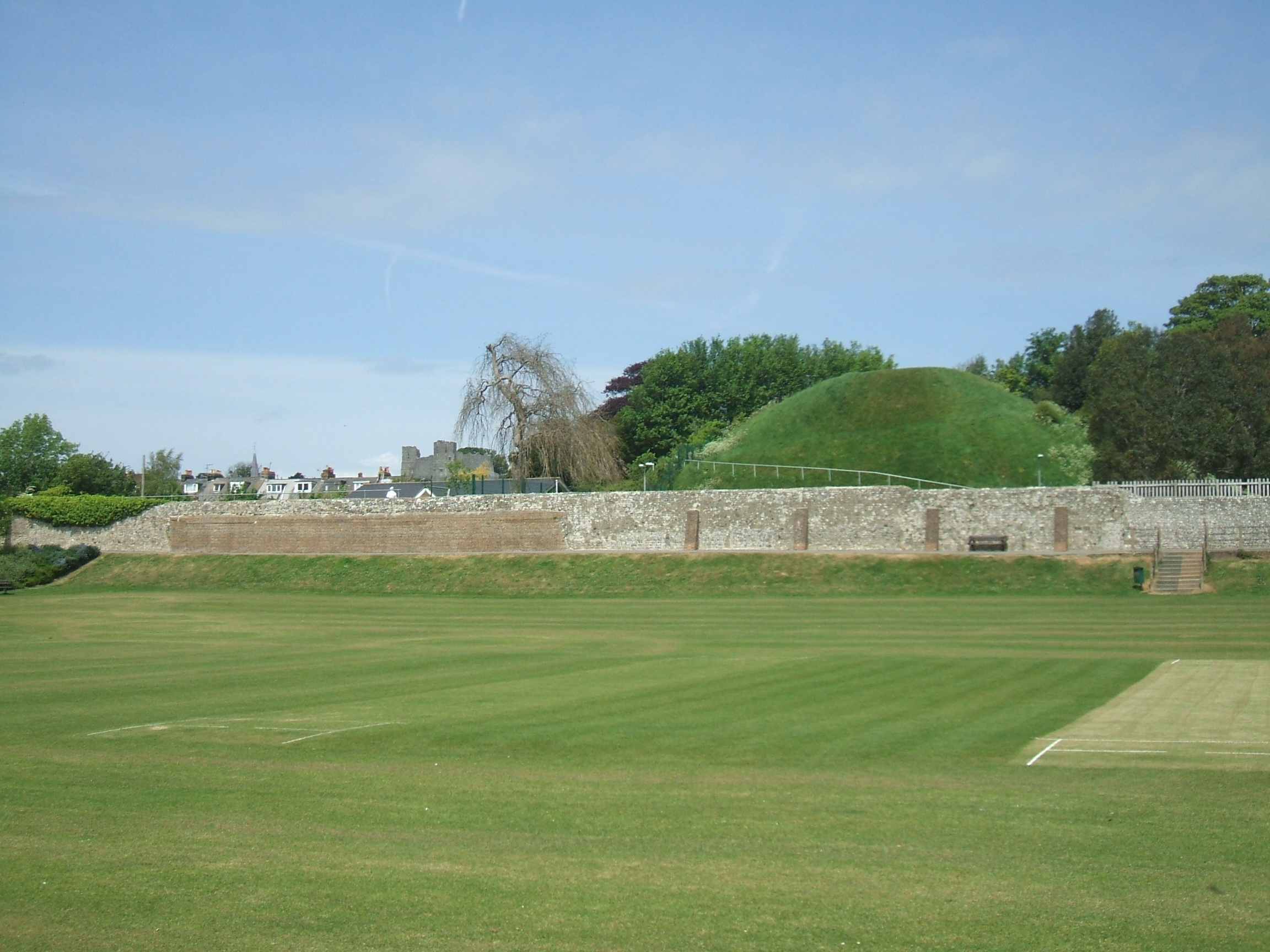
Il Monte e il muro esposto a sud

Il quadrante nord-est presenta un terrapieno e un muro di cinta del lato meridionale di epoca medievale con contrafforti semicircolari lungo il suo perimetro orientale. Questo muro a sud è una caratteristica notevole di carattere difensivo e militare. Questo quadrante è un triplo quadrato in pianta, la metà orientale è centrata sul "Monte" conico, di 46 m (150 piedi) di diametro e 15 m (50 piedi) di altezza, allineato su un campo infossato a est con sponde su tutti i lati conosciute come Dripping Pan (leccarda, in italiano). L'età e la funzione originaria di questi due manufatti non sono certe: pare essere stati edificati dal priorato e potrebbero essere stati realizzati come salina su un precedente terreno sopraelevato. Indipendentemente dalla data di origine, il Monte certamente ebbe la funzione di osservatorio difensivo sul bacino dell'Ouse e di faro per le navi che lo attraversavano.

## Edifici[6]
La comprensione moderna della disposizione e dello sviluppo del priorato deriva in gran parte dagli scavi archeologici effettuati a partire dal 1840, in particolare da George Somers Clarke. La mappa del priorato fu disegnata dall'archeologo e antiquario Sir William Henry St. John Hope e dall'architetto Sir Harold Brakspear nel 1906 sulla base di scavi archeologici, resoconti documentati e ipotesi. Ricerche e scavi successivi hanno esplorato meglio vari aspetti del sito. Probabilmente è errata la ripartizione strutturale della navata rappresentata in campate, allungata in modo incoerente con i moduli urbanistici romanici e diversa da quella del coro, manca la cappella della Madonna e non sono raffigurati nemmeno alcuni edifici laici. Questa è, tuttavia, la migliore guida disponibile e una rappresentazione grafica convincente.
Gli edifici ospitarono contemporaneamente circa 50 monaci nel corso del XII e XIII secolo, nonché laici e visitatori. Gli edifici del recinto furono costruiti per funzioni sacre e temporali ed erano costituiti da pietra bugnata con rivestimento in gesso e nucleo di selce. Nella prima fase di costruzione fu utilizzata la pietra calcarea spedita dalle cave sassoni dell'Isola di Wight. La pietra calcarea di Caen, importata dalla Normandia, fu utilizzata con dettagli in marmo del Sussex per la seconda fase, compresa la costruzione della chiesa maggiore. Il priorato aveva un proprio cantiere di muratori, fabbricava pavimenti smaltati decorati e aveva una scuola di pittura sacra operante in tutto il Sussex. Le incisioni figurative sopravvissute esposte al British Museum sono di stile altamente sofisticato.

### Chiesa maggiore di San Pancrazio
La prima chiesa del priorato cluniacense era la ricostruzione in pietra di una chiesa sassone in legno. Ciò potrebbe corrispondere alla struttura a cella unica di cui sopravvivono le parti inferiori del muro e l'altare, oggi nota come Cappella dell'Infermeria. Questa è orientata verso un est liturgico diverso rispetto alla chiesa maggiore (che è 5,5 gradi più vicina all'attuale est magnetico) ma ha lo stesso orientamento di quella di St Michael a Lewes, anch'essa di fondazione sassone, e di St John a Southover. Nel XII secolo era diventata consuetudine orientare una chiesa in modo che fosse rivolta verso il sole nascente nel giorno del santo a cui era dedicata (in questo caso il 12 maggio), orientamento al quale sembra essere stata allineata la chiesa maggiore. La chiesa maggiore fu costruita dopo il 1140; nel 1268 le torri occidentali erano registrate come incompiute. Di quest'opera non è rimasto nulla al di sopra del livello del suolo. Il progetto della chiesa era basato su quello della sua chiesa madre a Cluny, allora la chiesa più grande del mondo, ora denominata Cluny III. La chiesa aveva una lunghezza interna di 128 m (420 piedi) dalla porta ovest all'abside del presbiterio, con un'altezza interna della volta di 28 m (93 piedi) all'altare e 32 m (105 piedi) all'incrocio. Era la chiesa più grande del Sussex essendo più lunga della cattedrale di Chichester ed è paragonabile in scala alla forma originale della cattedrale di Ely o alla forma sopravvissuta della cattedrale di Lichfield.

### Edifici del priorato

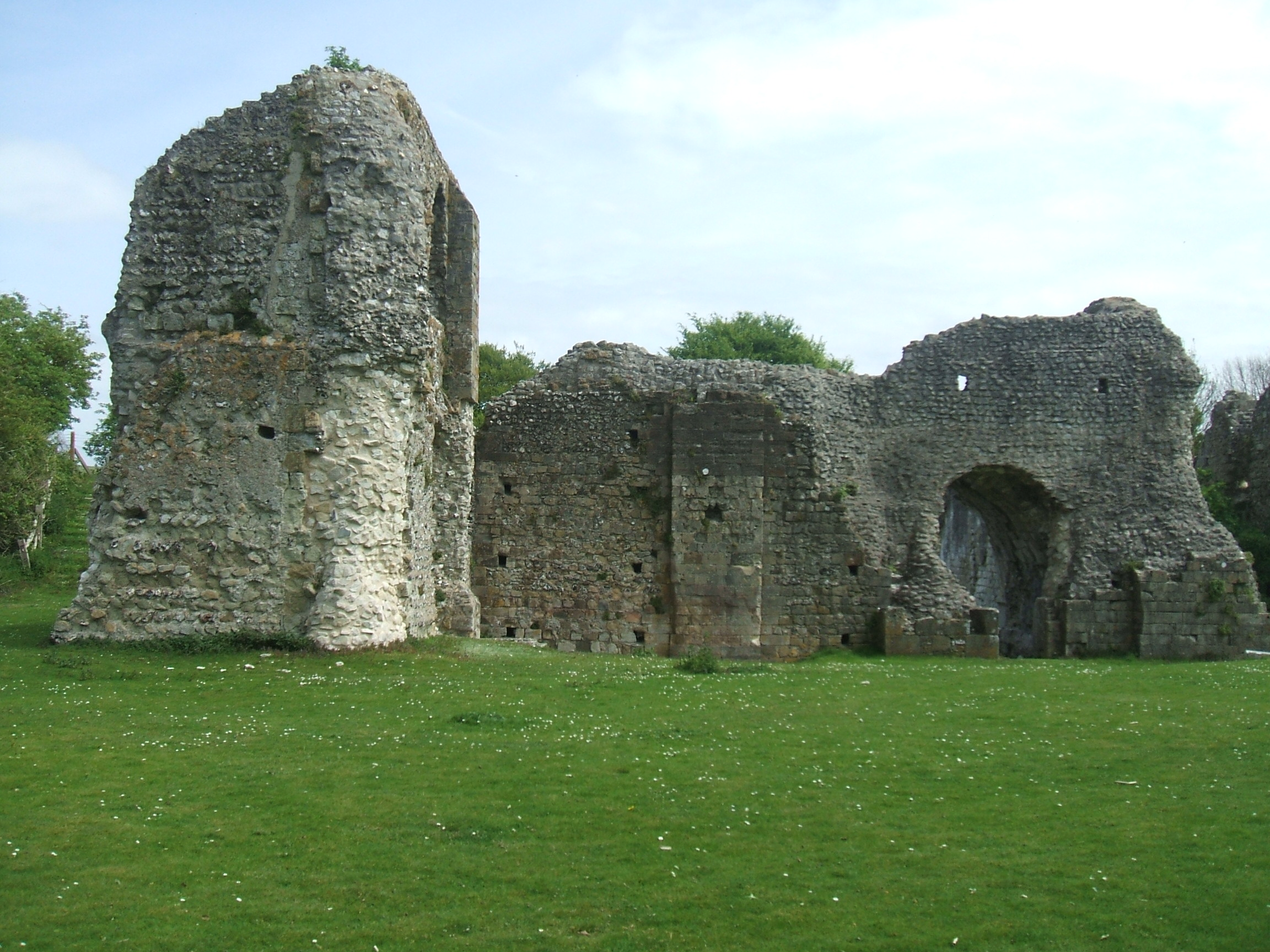
La struttura che conteneva le latrine

Gli edifici comprendevano il chiostro e la sala capitolare direttamente a sud della chiesa e il dormitorio, le latrine, il refettorio e l'infermeria a sud e a est, di cui sopravvivono sezioni fuori terra, così come sopravvivono frammenti dell'alloggio del Priore e dei cancelli d'ingresso a ovest. La colombaia a sud-ovest era un grande edificio sopravvissuto fino agli inizi dell'Ottocento. È ragionevole presupporre in quest'area la presenza di forni, stagni per pesci e altre strutture per la produzione e lo stoccaggio di cibo, simili a quelle identificate a Castle Acre e in altri monasteri cluniacensi inglesi. Grazie agli scavi sono state individuate cisterne sotterranee, corsi di drenaggio e condutture di acqua dolce.

### Ospedale, ora parrocchia di San Giovanni Battista a Southover
L'ospedale originario è oggi utilizzato come chiesa parrocchiale locale. Il porticato della navata del XII secolo, con brevi pilastri a tamburo e archi senza modanatura, forse divideva il reparto maschile da quello femminile. La cappella sud neo-normanna del 1847 ospita i resti di William e Gundred de Warenne che furono portati alla luce nel 1845 durante i lavori di costruzione della ferrovia da Brighton a Lewes che attraversarono il luogo in cui si trovava la sala capitolare del priorato. Sul pavimento della cappella si trova la lapide originale in marmo nero di Tournai scolpita in memoria di Gundred che era stata incorporata in un memoriale del periodo Tudor nella chiesa di St Margaret di Isfield.

### Muri del recinto
Le strutture medievali sopravvissute più estese sono le mura di cinta lungo i lati nord (140 metri) ed est (170 metri) del Dripping Pan. Sopravvivono anche tratti lungo Cockshut Road che delimita il lato ovest del recinto. Importanti muri secondari all'interno del grande recinto dividono il terreno, in particolare il muro sud del Dripping Pan. Per il resto, i muri del recinto sono stati generalmente rimossi per lo sviluppo abitativo, la ferrovia e un parcheggio vicino al Monte. Frammenti della Porta grande (costruinta circa nel 1200) esistono in forma riorganizzata adiacente all'estremità orientale della chiesa di San Giovanni. La distruzione dei muri è continuata negli ultimi anni dopo che il Consiglio distrettuale di Lewes ha concesso al Lewes Football Club il permesso di demolire una sezione dell'estensione più lunga sopravvissuta della struttura lungo Ham Lane nel 2006 per obiettivi commerciali non realizzati, mentre un'ulteriore lunghezza adiacente successivamente si è delaminata ed è caduta nel 2008 (le riparazioni sono state avviate alla fine del 2009).

## Scioglimento e distruzione

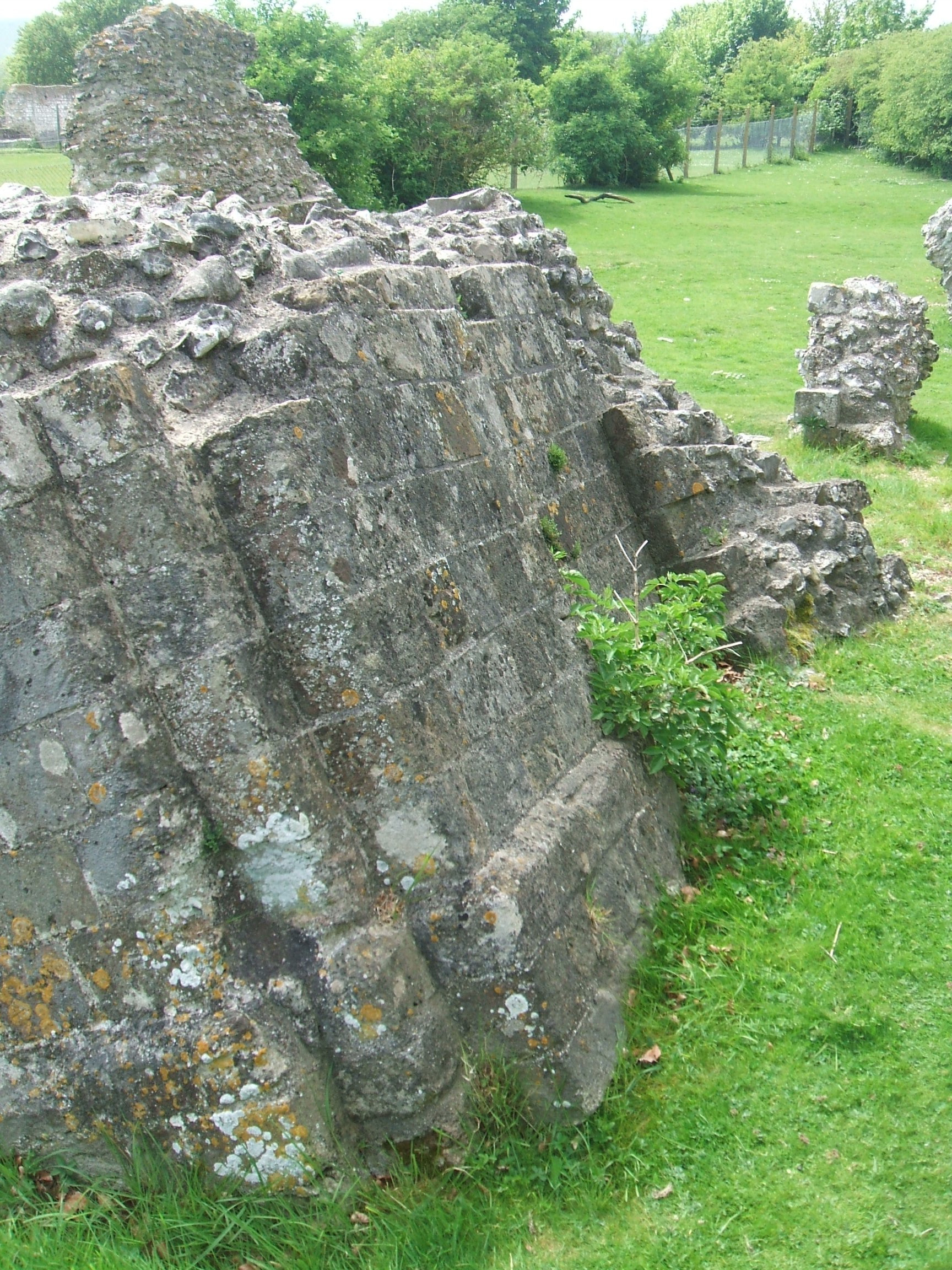
I resti parzialmente scavati della cappella dell'infermeria.

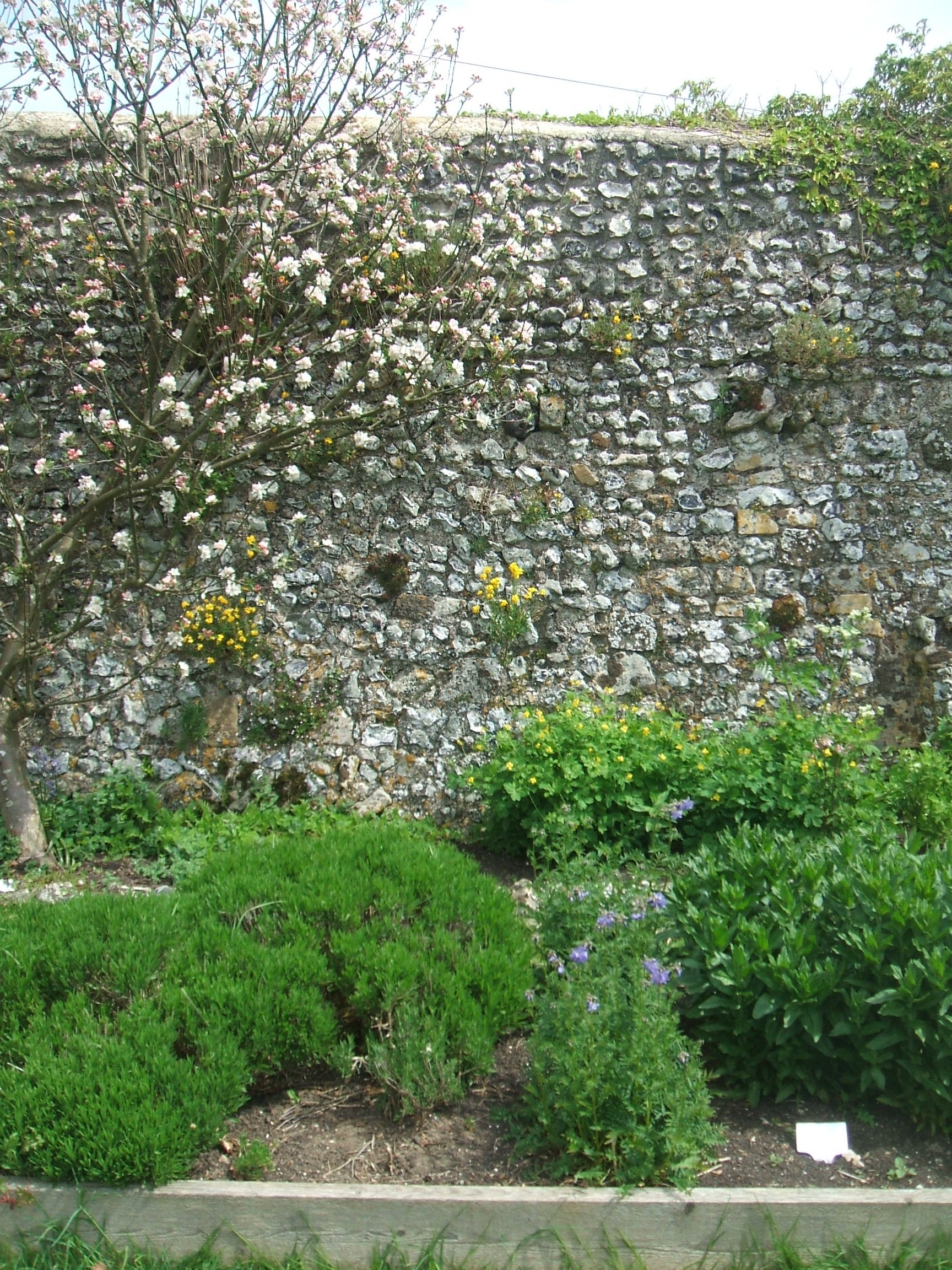
Il melo, le aiuole delle erbe e il muro del recinto minore est.

Il priorato fu ceduto alla Corona il 16 novembre 1537 e la sua distruzione venne effettuata sotto la direzione del segretario del re, Thomas Cromwell. Cromwell nominò una squadra specializzata nella demolizione guidata da un ingegnere italiano, Giovanni Portinari, che registrò il compito e lo intraprese con eccezionale scrupolosità. Nel 1538 il maniero di Southover e il sito del monastero dissolto furono concessi a Thomas Cromwell, che fece costruire una grande casa al posto dell'alloggio del priore, nota come "The Lord's Place" (il posto del Signore). Dopo la caduta in disgrazia di Thomas Cromwell, il maniero fu ceduto ad Anna di Cleves. Alla sua morte tornò alla Corona e successivamente venne concesso alla famiglia Sackville. Il sito del disciolto priorato fu affittato nel 1539 per 21 anni da Thomas Cromwell a Nicholas Jenney: dopo la caduta di Cromwell, nel 1540 Enrico VIII confermò il contratto di locazione. Il sito successivamente passò nella proprietà dei conti del Dorset.
Dopo il 1830, lo sviluppo residenziale ebbe luogo a est della chiesa di San Giovanni lungo il lato settentrionale del distretto. Questa costruzione attraversava i cimiteri del priorato, in particolare il Regency Priory Crescent (originariamente noto come "New Crescent"). Nonostante la sua grandiosa facciata, questo insieme di case è piuttosto casuale nella parte posteriore, con un'ampia gamma di prospetti posteriori. I singoli giardini di Priory Crescent terminano in un vicolo privato a sud che è collegato al percorso originale che collegava il corpo di guardia al priorato. L'attuale porta è l'arco più piccolo attraverso il quale passavano i pedoni, mentre cavalli e carri attraversatvano un arco più grande. I resti umani ritrovati durante gli scavi per le fondamenta furono venduti. 
Nel 1845, la ferrovia Brighton, Lewes e Hastings (divenuta poi la London Brighton and South Coast Railway) fece passare la nuova linea attraverso il sito, scavando per raggiungere la nuova stazione ferroviaria di Lewes e costruendo una linea di cottage ferroviari. all'estremità orientale di Priory Street. Questa linea tagliava in due le fondamenta della sala capitolare e dell'abside della chiesa ed espose le fondamenta e le tombe contenute nella sala, comprese quelle di William de Warenne e Gundred. La distruzione e i danni collaterali a ciò che restava del priorato furono significativi e il sito venne diviso in due, ma la costruzione diede il via a un'indagine archeologica. Elementi della struttura e reperti sono conservati dalla Sussex Archaeological Society nei due musei di Lewes e dal British Museum.

## Situazione attuale
Il sito del priorato a nord della linea ferroviaria è di proprietà privata, anticamente occupato da un asilo nido recintato e prima ancora da giardini pubblici, tutti recentemente sgomberati. Le rovine esistenti a sud sono separate dalla parte nord dalla ferrovia. A sud della linea ferroviaria è stato creato un parco pubblico, aperto tutto l’anno e con ingresso gratuito.
Nonostante i disagi causati dalla costruzione della ferrovia, all'interno del parco si trovano ancora consistenti rovine protette, anche se rappresentano solo una minima parte della struttura edilizia originale. Nel XIX e all'inizio del XX secolo le rovine furono oggetto di ricerca e conservazione e divennero una popolare attrazione per i visitatori. Il priorato è stato riaperto nel 2011 dopo un progetto di restauro durato due anni che ha migliorato l'accesso e l'interpretazione del monastero medievale. Alcune recinzioni sono state rimosse e sono stati installati percorsi, panchine e segnaletica interpretativa. Sono presenti pannelli illustrativi e una guida.
Nel parco si trovano due edifici neomedievali, una torre ornamentale e un cottage, costruiti con le pietre del priorato nei giardini dell'ex Lord's Place. Una grande scultura in metallo che rappresenta un elmo di un cavaliere (1964) commemora la battaglia di Lewes. Il giardino delle erbe è stato ricreato dagli storici locali con piante medicinali che probabilmente erano presenti nell'originale. Il meleto ha sei rare varietà antiche di mele del Sussex.
Gran parte del recinto del priorato è dedicato ad attività ricreative e sportive, tra cui il Lewes Football Club, attualmente al Dripping Pan, il Lewes Bowls Club e il Southdowns Sports Club. Il Lewes Priory Cricket Club, precedentemente al Dripping Pan, ora si è trasferito allo Stanley Turner Ground, nelle vicinanze.
La pietra bugnata del priorato è stata utilizzata in molti edifici e muri costruiti a Lewes, tra cui il Southover Grange e i giardini e si vede facilmente passeggiando per la città. La Lewes Priory School, nelle vicinanze, commemora questa antica fondazione.

## Sepolture
- William de Warenne, 1º conte di Surrey, nella sala capitolare
- Gundred, contessa del Surrey, con il marito alla sala capitolare
- Hamelin de Warenne, conte di Surrey, nella sala capitolare
- Eleonora Maltravers
- John FitzAlan, 1º barone Arundel[16]
- Richard FitzAlan, 10º conte di Arundel
- Eleonora di Lancaster
- Elisabetta de Bohun
- William de Warenne, 2º conte di Surrey
- Elisabetta di Vermandois, contessa di Leicester
- John de Warenne, 6º conte di Surrey
- John de Warenne, 7º conte di Surrey
- George Nevill, 4º barone Bergavenny

## Musica
Musica composta per il priorato è stata ritrovata in un libro chiamato Breviario di Lewes, rinvenuto in Francia e in possesso del Fitzwilliam Museum.